# Nakorotubu
Nakorotubu ist einer der neunzehn Distrikte (tikina) in der Provinz Ra von Fidschi.

## Geographie
Der District ist der östlichste Distrikt der Provinz und der Western Division. Er grenzt im Norden und Osten ans Meer und im Süden an die Central Division. Im Westen schließen sich die Distrikte Saivou und Nalawa an. Der Distrikt selbst setzt sich zusammen aus sieben Sub-Distrikten: die fünf Orte Nadavacia, Namarai, Naocobau, Saioko und Verevere und die beiden Siedlungen Nakorodalawe und Taliki.
Im Norden bildet der Rukuruku Creek die Grenze zum Distrikt Saivou. Im Südosten erhebt sich der Korokalou (⊙) bis auf 706 m Höhe.

## Häuptlingstitel
Nakorotubu ist auch traditionell eine der vier Hauptregionen von Ra (zusammen mit Saivou, Nalawa, Rakiraki). Der traditionelle Häuptlingstitel Gonesau bezieht sich auf die sieben geographischen Distrikte (von insgesamt 19 „tikina makawa“): Nakorotubu, Bureiwai, Kavula, Bureivanua, Nakuailava, Mataso und Navitilevu.

## Geschichte
Nakorotubu war sehr erfolgreich in zahlreichen Stammeskriegen, unter anderem dem Vuakaloa-Feldzug (Puakaloa), der Eroberung der Häuptlingsfestung Kedekede des Clans der Vuanirewa in Lakeba, Lau-Provinz. und in der Eroberung von Vanua Levu (Cakaudrove, Bua und Macuata) im Torotorosila-Feldzug.
Im Dorf Nabukadra zwischen Saioko und Kavula befindet sich das Grab von Ratu Mara Kapaiwai, einem Oberhäuptling von Bau, dem Großvater von Ratu Sir Lala Sukuna, der im Zuge von familieninternen Rivalitäten mit seinem Cousin, dem damaligen Herrscher von Bau, Ratu Seru Cakobau, Anfang des 19. Jahrhunderts getötet wurde. Vor seinem Tod kam er nach Nabukadra um von seinem Cousin, Ratu Josua Mara Kapaiwai, die Gefälligkeit zu erbitten, dass sein Herz nicht gegessen werden sollte, wenn er von Ratu Cakobau getötet wurde. Ihre Urgroßmütter Ofia und Moqei waren Halbschwestern gewesen (von derselben Mutter). Sie waren Kriegsbeute des Puakaloa-Feldzuges für Bau und für Nakorotubu gewesen. Die Krieger von Nakorotubu stahlen den Leichnam von Kapaiwai aus Bau und vollzogen eine würdevolle Bestattung im Zentrum des Dorfes Nabukadra, bevor Kapaiwais Herz von Cakobau gegessen werden konnte. Das Grab ist noch heute ein bedeutendes Denkmal in Nabukadra.